# Poncey-lès-Athée
 Poncey-lès-Athée  là một xã thuộc tỉnh Côte-d’Or trong vùng Bourgogne-Franche-Comté miền đông nước Pháp.